# Ángel Cappa
Ángel Alberto Cappa Polchi (Bahía Blanca, 6 de septiembre de 1946) es un exfutbolista, exentrenador, filósofo y psicopedagogo argentino. Como futbolista se desempañaba como centrocampista.

## Trayectoria
Surgido de las categorías inferiores de Villa Mitre, Cappa desarrolló toda su carrera profesional en Olimpo (ambos clubes de Bahía Blanca), donde solía desempeñarse como volante central. También integró el seleccionado de la Liga del Sur. Tras jugar en primera y antes de comenzar a dirigir, estudió filosofía y psicopedagogía. Durante la Dictadura Militar tuvo que exiliarse en España (en esa época militaba en el Peronismo de Base). Durante un partido que la selección argentina disputó frente a los Países Bajos en Suiza en 1979, Cappa, junto a unos amigos, colocó una bandera en la tribuna de enfrente de donde se televisaba que decía «Videla Asesino». Este hecho tuvo gran repercusión en el exterior. Se recibió de entrenador en España, donde dirigió tres años a los juveniles de la Federación Castellana y luego se alineó con César Luis Menotti en 1981, siendo su asistente en la selección argentina en la Copa Mundial de Fútbol de 1982 y luego en el Barcelona.
En este último conquistó la Copa del Rey, la Copa de la Liga y la Supercopa de España en 1983. Cappa se alejó de Menotti para dirigir a Banfield en dos oportunidades: primero, fue subcampeón del Torneo Nacional B 1986-87, y luego lo dirigió en Primera División: llegó a mitad de temporada, no pudiendo torcer los malos resultados anteriores a su llegada, y el club descendió a Segunda División en la temporada 1987-88. Más tarde, dirigió a Huracán, en el Nacional B no pudiendo conseguir el ascenso a Primera. Unos años más tarde, volvió al lado de Menotti para conducir a Peñarol en 1990. En el campeonato de 1990, fueron terceros en la tabla general, ingresando a la Liguilla Pre-Libertadores, quedando terceros también en la misma, lo cual no le permitió a Peñarol clasificar a la Copa Libertadores 1991.
En abril de 1991, fueron despedidos del club uruguayo por los malos resultados obtenidos, dejando a Peñarol en la séptima posición sobre 10 equipos al momento de dejar el club luego de una goleada sufrida ante Huracán Buceo 4-1 en la cuarta fecha del Campeonato Uruguayo de aquel año. En 1991, retornó a España y comenzó a trabajar como ayudante de campo del también argentino Jorge Valdano. Con Valdano, trabajó en el Tenerife y en el Real Madrid. En su primera campaña en el Tenerife, llegando a pocos partidos de terminar el campeonato, el equipo logró salvarse del descenso, alcanzando el puesto 13. En las temporadas siguientes, el Tenerife obtuvo un quinto y un décimo puesto. Pero la afición del elenco de las Islas Canarias recuerda al equipo de Valdano y Cappa por algo más: clasificó por primera vez en su historia a la Copa de la UEFA y le arruinaron dos ligas consecutivas al Real Madrid.
Luego de este buen paso por Tenerife, Cappa siguió a Valdano al Real Madrid, donde en su primera temporada consiguió el título de la Liga. En esa etapa en el Real Madrid, debutaron varios juveniles, entre otros Raúl y Guti. Durante su segundo año, por los malos resultados, Valdano fue destituido en el primer partido de la segunda vuelta, tras la derrota ante el Rayo Vallecano en el Estadio Santiago Bernabéu. En 1996, retomó su ruta propia. En España, dirigió a Las Palmas, de la Segunda División de España, en 1996, y al Tenerife, esta vez en Segunda División, en 2000. En 1998 dirigió al Racing Club. En el Torneo Apertura de ese año logró un meritorio tercer puesto, tras hacer una buena campaña, basada en un juego ofensivo.
En 1999 dirigió al Atlante de la Primera División de México, donde no consiguió buenos resultados. En 2000, retornó al Tenerife, para entrenarlo en segunda división, no logrando el objetivo de ascenso a primera por el cual se lo contrató. En 2002 viajó al Perú para dirigir al Universitario de Deportes, donde logró el título del Torneo Apertura, ganándole la final a Alianza Lima, con un plantel en el que se encontraban, entre otros, José Guillermo del Solar, Martín Vilallonga y Santiago Acasiete. En 2003 regresó a Racing Club, donde esta vez no logró buenos resultados. En 2005 recaló en el Mamelodi Sundowns de Sudáfrica con el que obtuvo la competencia de inicio de temporada, la Supercopa, la Charity Cup.
En 2008 regresó a Huracán, en el que comandó un equipo conocido como Los Ángeles de Cappa, con el que, gracias a un juego ofensivo y con muy buen trato con la pelota, logró el subcampeonato en el Torneo Clausura 2009, con 38 puntos, la mejor clasificación del club desde 1973. En el partido definitorio del campeonato, Huracán perdió frente a Vélez Sarsfield. 
Lamentablemente las bajas de Araujo, Arano, Pastore y Defederico no pudieron ser subsanadas por jugadores de nivel para disputar el Apertura 2009 y Cappa renunció en la fecha 15 de dicho torneo, en el cual marchaba por los últimos puestos de la tabla. En los 40 partidos que dirigió a Huracán en Primera, obtuvo 53 puntos. Tras el despido de Leonardo Astrada (que dejó al club en la decimoctava posición), Cappa asumió como entrenador de River Plate durante el Torneo Clausura 2010. Con él como técnico, River terminó en el decimotercer puesto.
En el torneo siguiente, River ganó tres partidos de forma consecutiva, quedando como líder del torneo. Sin embargo, a medida que avanzó el campeonato, fue decayendo en su nivel de juego (tuvo una racha de siete partidos sin ganar. cinco empates y dos derrotas). Cappa fue destituido de su cargo como entrenador una fecha antes del superclásico con Boca Juniors, tras haber caído 1-0 ante All Boys en condición de visitante. Al momento de ser despedido, River Plate ocupaba el octavo lugar de la clasificación. En los 18 partidos que Cappa dirigió River Plate, obtuvo 27 puntos (7 victorias, 6 empates y 5 derrotas), siendo el único entrenador de los últimos seis que dirigieron al equipo antes de su descenso, que logró alcanzar el 50 % de los puntos disputados.
El 22 de diciembre de 2010, fue contratado por Gimnasia y Esgrima La Plata. Pasada la mitad del Torneo Clausura 2011, fue despedido a causa de los malos resultados obtenidos por el equipo, que peleaba el descenso y, tras jugar su tercera promoción en tres años, terminó perdiendo la categoría. Entre julio y diciembre de 2012, dirigió a la Universidad de San Martín, club que cuando llegó ocupaba la posición trece, y con el que finalizó en octava posición del Campeonato Descentralizado 2012. Cappa obtuvo 9 victorias, 7 empates y 6 derrotas en 22 partidos, quedándose a un punto de la clasificación a la Copa Sudamericana. Ante la intención del club de desprenderse de sus jugadores más importantes, a la conclusión del campeonato Cappa dimitió de su cargo como entrenador. Desde 2011 se desempeña como comentarista en Onda Cero.

### Temporada 2010/2011
En la temporada 2010/2011, Ángel Cappa tuvo un período desafiante como entrenador. Comenzó dirigiendo a Huracán, pero el equipo descendió al finalizar la temporada. Posteriormente, asumió la dirección técnica de River Plate, pero nuevamente el equipo descendió, siendo este uno de los descensos más históricos en el fútbol argentino. Finalmente, Cappa dirigió a Gimnasia y Esgrima La Plata, que también descendió esa temporada. Esta serie de descensos consecutivos marcó un periodo difícil en su carrera como entrenador.

## Clubes

### Como futbolista
| Club   | País      | Año       |
| ------ | --------- | --------- |
| Olimpo | Argentina | 1965-1978 |

### Como asistente técnico
| Club        | País   | Año       |
| ----------- | ------ | --------- |
| Real Madrid | España | 1994-1996 |

### Como analista de rivales
| Club                | País      | Año       |
| ------------------- | --------- | --------- |
| Selección Argentina | Argentina | 1981-1982 |
| Barcelona           | España    | 1983-1984 |

### Como entrenador
| Club                        | País      | Año       | PJ  | PG  | PE  | PP  | Efectividad |
| --------------------------- | --------- | --------- | --- | --- | --- | --- | ----------- |
| Banfield                    | Argentina | 1985-1986 | 114 | 51  | 35  | 28  | 54.97%      |
| Banfield                    | Argentina | 1987-1988 | 19  | 5   | 6   | 8   | 36.84%      |
| Huracán                     | Argentina | 1988-1989 | 20  | 10  | 4   | 6   | 56.67%      |
| U. D. Las Palmas            | España    | 1996-1997 | 44  | 14  | 15  | 15  | 43.18%      |
| Racing Club                 | Argentina | 1998      | 19  | 9   | 6   | 4   | 57.89%      |
| Atlante                     | México    | 1999      | 34  | 7   | 13  | 14  | 33.33%      |
| C. D. Tenerife              | España    | 2000      | 20  | 8   | 7   | 5   | 51.67%      |
| Universitario de Deportes   | Perú      | 2002      | 44  | 19  | 9   | 16  | 50%         |
| Racing Club                 | Argentina | 2003      | 19  | 6   | 7   | 6   | 43.86%      |
| Mamelodi Sundowns           | Sudáfrica | 2003-2005 | 60  | 24  | 18  | 18  | 50%         |
| Huracán                     | Argentina | 2008-2009 | 42  | 17  | 8   | 17  | 46.83%      |
| River Plate                 | Argentina | 2010      | 19  | 7   | 7   | 5   | 49.12%      |
| Gimnasia y Esgrima La Plata | Argentina | 2011      | 15  | 3   | 6   | 6   | 33.33%      |
| Universidad de San Martín   | Perú      | 2012      | 22  | 9   | 7   | 6   | 51.52%      |
| Total                       | Total     | Total     | 491 | 189 | 148 | 154 | 48.54%      |

## Palmarés

### Como entrenador

#### Campeonatos nacionales
| Título          | Club                      | País      | Año  |
| --------------- | ------------------------- | --------- | ---- |
| Torneo Apertura | Universitario de Deportes | Perú      | 2002 |
| Charity Cup     | Mamelodi Sundowns         | Sudáfrica | 2005 |

## Escritor
Luego de su paso por el Real Madrid, Cappa escribió La intimidad del fútbol: Grandeza y miserias, juego y entorno, que salió publicado en 1996. En 2005, retomó su faceta de escritor con el libro ¿Y el fútbol dónde está?, así como la de comentarista deportivo para medios de comunicación de Europa y Argentina, residiendo en Madrid. En agosto de 2009 se publicó Hagan Juego, libro en el que se reproducen varias conversaciones suyas con distintas figuras del fútbol internacional.

### Libros
- Menotti, César Luis (1986). Fútbol sin trampa: en conversaciones con Ángel Cappa. Barcelona Muchnik ISBN 84-7669-000-2
- Cappa, Ángel (1996). La intimidad del fútbol. ISBN 9788487303357
- Cappa, Ángel (2004). Y el fútbol ¿Dónde está?. Ediciones Peisa ISBN 9972-40-307-8
- Cappa, Ángel (2009). Hagan juego. Fisical book ISBN 9872262039
- Cappa, Ángel (2016). También nos roban el fútbol. Akal. ISBN 978-84-460-4391-1
- Cappa, Ángel. Marcos Roitman. (2022). Fútbol y política. Akal. ISBN 978-84-16842-74-2

### Prólogos
- Marcos Roitman (2018). La criminalización del pensamiento. Guillermo Escolar ISBN 978-84-17134-33-4